# トランス (化学)
トランス (trans) とは、有機化合物や無機化合物の立体化学について、2個の置換基の位置関係を示す用語のひとつで、「シス」(cis) との対として用いられる。ほか、いくつかの化学用語で接頭語とされている。

## 幾何異性体
アルケンなどが含む炭素-炭素二重結合は、通常の条件下では回転（分子内回転、内部回転）できないため、それぞれの炭素上に置換基が存在するときに2通りの幾何異性体（シス-トランス異性体）が区別できることがある。幾何異性体のうち、シス型のものをシス体、トランス型のものをトランス体と呼ぶ。下に、シス体、トランス体の構造を示す。
このように、二重結合を軸として同じ側に2個の置換基がある場合をシス、反対側にある場合をトランスと呼ぶ。
ほか、環状化合物（シクロ化合物）などでも幾何異性体が存在する。詳細は項目：幾何異性体を参照されたい。

## 立体配座
X-A-B-Y と原子が配列した分子の立体配座のうち、X-A-B と A-B-Y の二面角が 180°に近いものを、トランス配座、あるいはアンチ配座と呼ぶ。このときの X-A-B-Y の配置は上述した二重結合のトランス体の構造と似ている。立体配座についての詳細は項目：立体配座を参照されたい。
トランス配座の化合物をシス配座のものと区別する場合、トランソイド (transoid) と呼ぶことがある。

## 錯体化学
白金やパラジウムなど、平面四配位型の錯体において、2個の同種の配位子が隣接しない配位点、すなわち対頂点どうしに位置するとき、その位置関係を「トランス」と称する。両錐型の錯体でも同様に、隣接しない2配位点（三方両錐型、八面体型の場合は対頂点）に同種の配位子が位置することを「トランス」と呼ぶ。ある配位子が、主に電気的な効果によりトランスの位置で起こる配位子交換反応の速度などへ影響を及ぼすことを「トランス効果」と呼ぶ。

## 交換反応
交換反応を「トランス○○化」と表す。例として「トランスメタル化」（金属交換反応、transmetallation）、「トランスエステル化」（エステル交換反応、transesterification）などが挙げられる。